# 血腥四月
血腥四月(英語：Bloody April)是指1917年4月阿拉斯戰役中英國皇家飛行隊的空中支援行動期間在德意志帝國陸軍航空隊手中遭受了尤其慘重的傷亡。雙方的戰術、飛行員的技術和訓練差異致使了英國空勤人員的傷亡率幾乎是對手的四倍。這次災難性的損失同時有損整個部隊的士氣。儘管如此皇家飛行隊還是成功在整場戰役中作出了貢獻。

## 背景
1917年4月英軍計劃與法軍最高司令部聯合一起對阿拉斯發動進攻，他們同時在南部約80公里（50英里）處發動大規模進攻（尼維爾攻勢）。皇家飛行隊向德軍目標提供密接空中支援、空中偵察和戰略轟炸來支援英軍地面部隊的行動。皇家飛行隊的指揮官休·特倫查德子爵相信地面攻勢的行動中使用空中力量的支援，有助於地面部隊向德軍控制區的推進。預計1917年春天在前線集結的大量飛機將會實現這一目標。然而大部分英軍的飛機性能都不如德軍戰鬥機。
關鍵的是英軍飛行員的訓練不僅組織混亂而且訓練內容反覆無常，訓練時間亦必須因前線飛行員陣亡而大幅縮短，以保持傷亡嚴重的中隊的戰力。這導致大多數新飛行員在到達前線之前缺乏足夠的實際飛行經驗。最壞的情況發生在新飛行員中，其中許多人只飛行了一兩天便已經被擊落陣亡。
當時德軍飛行員的培訓比英國的計劃更周詳。在1916年凡爾登戰役和索姆河戰役的失敗和慘重損失之後，到1916年10月他們把德意志帝國飛行隊(Fliegertruppe)改組為德意志帝國陸軍航空隊，包括專門的戰鬥機部隊。這些戰鬥機中隊由經驗豐富的飛行員領導，其中一些是福克災難時期的老手。並且一直飛行第一批大規模生產近350架的有兩挺同步射擊系統機槍的德軍信天翁D戰鬥機 D.I和D.II型戰鬥機。
德軍大多局限於在防線領土上空飛行作戰，增加了他們的滯空時間從而減少了失去飛行員的可能性。此外他們可以選擇於何時以及如何投入空戰。

## 交戰
阿拉斯戰役於1917年4月9日開始。協約國發動了聯合地面進攻，英軍在法國北部阿拉斯附近的阿圖瓦進攻，而法軍則向埃納河發動進攻。
為了支援英國陸軍地面部隊，皇家飛行隊部署了25個中隊共365架飛機，其中大約三分之一是戰鬥機（或當時稱呼的"偵察機"）。在該地區最初只有5個德軍戰鬥機中隊，但隨著戰況的發展增加到了8個中隊（總共大約80架可用的戰鬥機）。
自1916年後期以來，德軍在西線制空權的爭奪中佔了上風，武裝兩挺MG08重機槍的信天翁D戰鬥機D.II和D.III型的火力要遠超負責保護脆弱的B.E.2 ,  F.E.2b和索普威思1½斯特魯特雙座偵察機和轟炸機的協約國戰鬥機。協約國的戰鬥機中隊裝備了過時的「推進式飛機」，如 Airco DH.2和F.E.8與及其他過時的戰鬥機型號，如紐波特17戰鬥機和索普威思·小狗式戰鬥機。只有斯柏特S-VII戰鬥機和索普威斯三翼戰鬥機或多或少地可以與信天翁較量; 但這些型號只有很少的數量，並分散佈置前線。上述四種協約國設計的戰鬥機都依賴於裝備其機身上的一挺使用同步射擊系統的水冷式空用版維克斯機槍。新一代協約國戰鬥機尚未完全準備好服役，儘管皇家飛行隊裝備S.E.5的第56中隊在法國達到作戰狀態，而S.E.5同時預期使用同步射擊系統的維克斯槍以及一支裝備在機翼上方的路易士機槍進行兩挺機槍的火力攻擊。布里斯托F2A戰鬥機在4月也與第48中隊執行首次偵察，但在行動中損失慘重，在與紅男爵曼弗雷德·馮·里希特霍芬率領的5架信天翁D.IIS型的交戰中有6架被擊落4人陣亡。而新型的R.E.8雙座偵察機/轟炸機最終證明不如B.E.2e一樣脆弱，但也遭受了嚴重的傷亡。
1917年4月英軍損失了245架飛機，211名空勤人員陣亡或失蹤，108人成為戰俘。同時期德意志帝國陸軍航空隊有66架飛機的損失記錄。相比之下在1916年索姆河戰役的五個月的時間裏，皇家飛行隊只蒙受了576人的傷亡損失。德軍第11戰鬥機中隊在紅男爵·里希特霍芬的領導下在4月份取得了89場空戰勝利，超過英軍損失的三分之一。在這月遭受的災難性損失損害了所有中隊的士氣。然而儘管造成了巨大的傷亡，德意志帝國陸軍航空隊未能阻止皇家飛行隊執行其主要軍事目標。皇家飛行隊繼續在整個阿拉斯攻勢中向陸軍提供最新的航空照片、偵察報告、在英軍推進期間有效和地面部隊聯絡和擾敵轟炸襲擊。特別是炮兵落彈觀測機為英軍炮兵提供了寶貴的偵察，英軍炮兵能夠在整個戰役中保持了優勢。儘管德軍在空戰中佔據優勢，但德軍戰鬥機中隊仍繼續採用防禦策略，大部分在自己防線後飛行。因此德軍戰鬥機中隊確立了「空中優勢」，但肯定不是往往聲稱的制空權。

## 結果
在幾個月內足夠數量的新一代技術先進的戰鬥機，如S.E.5，索普威思·駱駝式戰鬥機和SPAD S.XIII已經投入服役並迅速獲得優勢，超過了過度耗損的德軍戰鬥機中隊。隨著英軍戰鬥機中隊再次能夠充分保護較慢的偵察機和炮兵落彈觀察機，皇家飛行隊的損失下降，而德意志帝國陸軍航空隊的損失上升。皇家飛行隊從錯誤中吸取教訓，制定了改進訓練和戰術組織的新政策。到1917年中期設計更好的飛機已經到達前線。到1917年夏末英國人取得了比他們近一年來所保持的更大的空中優勢。戰爭剩餘期間的空戰傷亡情況從未如血腥四月一樣片面。事實上血腥四月是德國人最後一次在戰爭中實質上擁有真正的空中優勢。

## 文獻
- Franks, Norman; Guest, Russell; Bailey, Frank W. . London: Grub Street. 1995. ISBN 1-898697-08-6.
  - Franks, Norman; Guest, Russell; Bailey, Frank. . London: Grub Street. 2017. ISBN 978-1-910690-41-3. (A revised, expanded and more fully illustrated edition of Part One of the above book.)
- Gray, Peter; Thetford, Owen. . London: Putman. 1962.
- Hart, Peter. . London: Weidenfeld & Nicolson. 2005. ISBN 0297846213.
- Mackersley, Ian. . London: Weidenfeld & Nicolson. 2012. ISBN 9780297859949.
- Morris, Alan. . Arrow Books. 1968. ISBN 0090004507.
- Shores, Christopher; Franks, Norman; Guest, Russell. . London: Grub Street. 1991. ISBN 0-948817-19-4.